# سیچ-۱
سیچ-۱ (به انگلیسی: Sich-1) اولین ماهواره ارسال شده از سوی اکراین است. با پرتاب این ماهواره که به تصویر برداری از سطح اقیانوس‌ها می‌پردازد این کشور نهمین کشوری است که راساً اقدام به قرار دان ماهواره در مدار زمین کرده‌است.
این ماهواره در ارتفاع ۶۶۰ متری از سطح زمین قرار گرفته‌است. وزن این ماهواره ۱۹۱۵ کیلوگرم می باشد. 